# Hengifoss
Der Hengifoss ist mit einer Höhe von 118 m nach dem Morsárfoss, dem Glymur und dem Háifoss der vierthöchste Wasserfall Islands.

## Geografie
Der Hengifoss liegt im Osten Islands südwestlich der Stadt Egilsstaðir und in der Nähe des südlichen Teils des Sees Lagarfljót.

## Beschreibung
Der Hengifoss wird – wie der flussabwärts gelegene Litlanesfoss – durch den Fluss Stekkalækur, einen Zufluss des Lagarfljót, gespeist. Sein Wasser stürzt aus 450 m über Meeresniveau in die Tiefe.
Im Lavahintergrund des Wasserfalls findet man rötliche, körnige Tonschichten, die sich aus Vulkanasche (Tephra) gebildet haben. Die rötliche Farbe erhalten sie durch das enthaltene Eisenoxid.

## Tourismus
Am Parkplatz für den Wasserfall wird im Mai 2024 ein Service-Gebäude auch mit Toiletten eröffnet.
Im Jahre 2023 gab es etwa 112.000 Besucher beim Hengifoss.